# Tipton County (Tennessee)
Das Tipton County ist ein County im US-amerikanischen Bundesstaat Tennessee. Das U.S. Census Bureau hat bei der Volkszählung 2020 eine Einwohnerzahl von 60.970 ermittelt. Der Verwaltungssitz (County Seat) ist Covington.
Das Tipton County ist Bestandteil der Metropolregion Memphis.

## Geografie
Das County liegt im Westen von Tennessee und grenzt – getrennt durch den Mississippi River – westlich an Arkansas. Es hat eine Fläche von 1230 Quadratkilometern, wovon 40 Quadratkilometer Wasserfläche sind. An das Tipton County grenzen folgende Nachbarcountys:
| Mississippi County (Arkansas) | Lauderdale County |                |
|                               |                   | Haywood County |
| Crittenden County (Arkansas)  | Shelby County     | Fayette County |

## Geschichte
Das Tipton County wurde am 29. Oktober 1823 aus Chickasaw-Land gebildet. Benannt wurde es nach Jacob Tipton, der während des Konflikts um das Nordwestterritorium von Indianern getötet wurde.

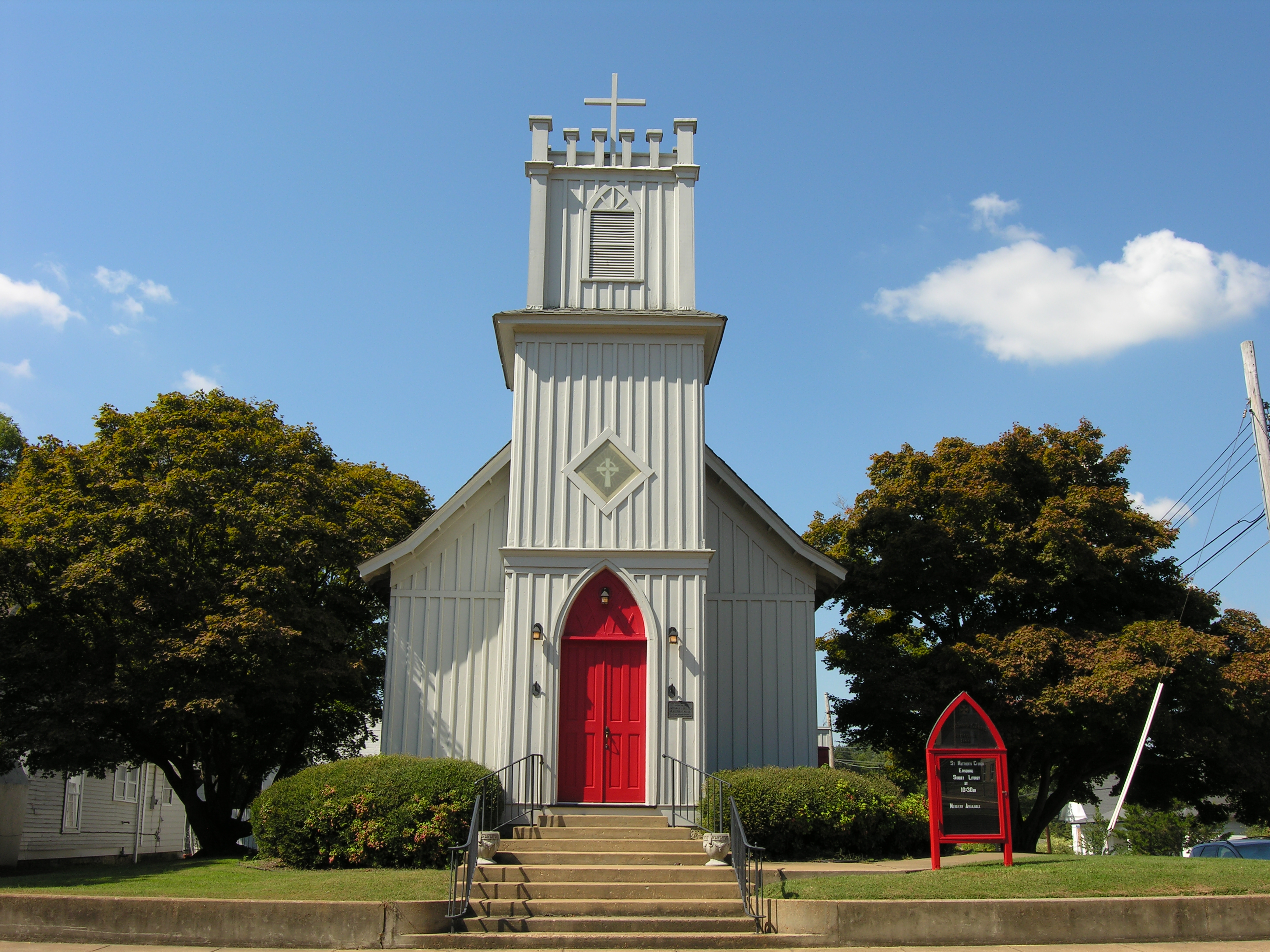
Die St. Matthew’s Episcopal Church (Tennessee) ist einer von 13 Einträgen des Countys im NRHP.

13 Bauwerke und Stätten des Countys sind im National Register of Historic Places (NRHP) eingetragen (Stand 11. September 2018).

## Demografische Daten
Nach der Volkszählung im Jahr 2010 lebten im Tipton County 61.081 Menschen in 21.235 Haushalten. Die Bevölkerungsdichte betrug 51,3 Einwohner pro Quadratkilometer. In den 21.235 Haushalten lebten statistisch je 2,74 Personen.
Ethnisch betrachtet setzte sich die Bevölkerung zusammen aus 78,3 Prozent Weißen, 18,9 Prozent Afroamerikanern, 0,5 Prozent amerikanischen Ureinwohnern, 0,6 Prozent Asiaten sowie aus anderen ethnischen Gruppen; 1,7 Prozent stammten von zwei oder mehr Ethnien ab. Unabhängig von der ethnischen Zugehörigkeit waren 2,3 Prozent der Bevölkerung spanischer oder lateinamerikanischer Abstammung.
26,9 Prozent der Bevölkerung waren unter 18 Jahre alt, 61,7 Prozent waren zwischen 18 und 64 und 11,4 Prozent waren 65 Jahre oder älter. 51,0 Prozent der Bevölkerung war weiblich.

Das jährliche Durchschnittseinkommen eines Haushalts lag bei 49.378 USD. Das Pro-Kopf-Einkommen betrug 21.585 USD. 16,7 Prozent der Einwohner lebten unterhalb der Armutsgrenze.

## Ortschaften im Tipton County
Citys
- Covington
- Gilt Edge
- Munford

Towns
| - Atoka - Brighton - Burlison | - Garland - Mason |

Unincorporated Communities
| - Corona - Crosstown - Drummonds | - Hopewell - Randolph - Reverie |

## Gliederung
Das Tipton County ist in neun durchnummerierte Distrikte eingeteilt:
| Distrikt | Einwohner (2010) | FIPS     |
| -------- | ---------------- | -------- |
| 1        | 5625             | 47-90168 |
| 2        | 6353             | 47-90358 |
| 3        | 6060             | 47-90548 |
| 4        | 10.856           | 47-90738 |
| 5        | 7198             | 47-90928 |
| 6        | 5626             | 47-91118 |
| 7        | 6447             | 47-91308 |
| 8        | 5831             | 47-91498 |
| 9        | 7085             | 47-91688 |